# Saison 1971 de la WTA
Vainqueurs des tournois majeurs

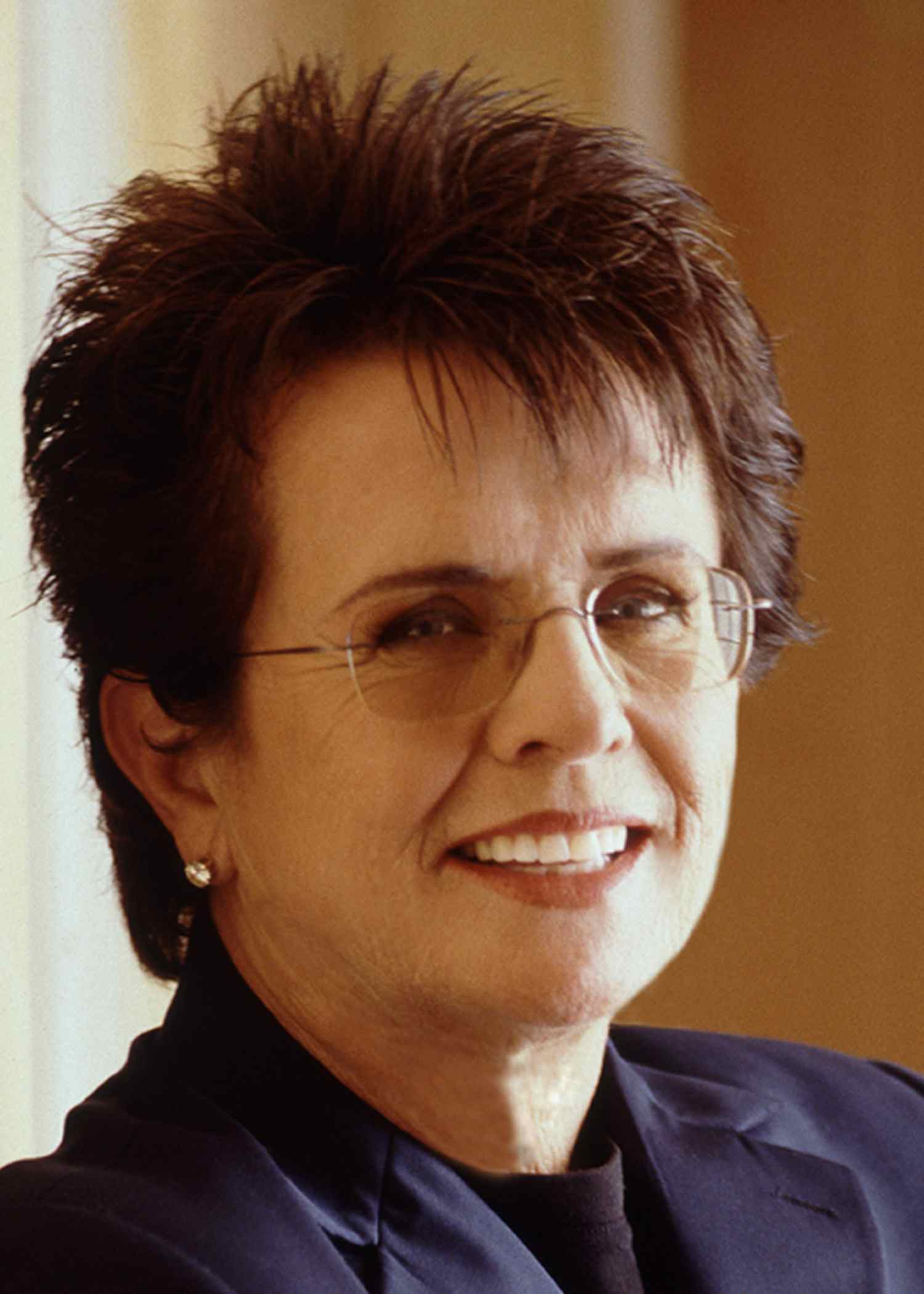
Billie Jean King en 2011

Résultats des tournois de tennis organisés par la Women's Tennis Association (WTA) en 1971 :

Nota: la WTA est créée officiellement en juin 1973 mais les saisons 1971 et 1972 sont libellées WTA pour la lisibilité des enchainements des saisons.

## Organisation de la saison
Indépendamment des quatre tournois du Grand Chelem (organisés par la Fédération internationale de tennis), la saison 1971 de tennis féminin  est, pour l'essentiel, scindée en deux circuits professionnels majeurs : 
- les tournois du Virginia Slims Circuit, se déroulant exclusivement aux États-Unis.
- les tournois du ILTF Pepsi Grand Prix, se tenant pour leur part dans le monde entier.

Un certain nombre de tournois n'appartiennent à aucun de ces deux circuits (« non-Tour events »).
À ce calendrier s'ajoutent aussi deux épreuves par équipes nationales : la Coupe de la Fédération et la Wightman Cup.

## Palmarès

### Simple
| No | Date       | Nom et lieu du tournoi                                  | Catégorie   | Dotation | Surface         | Vainqueure           | Finaliste            | Score         |         |
| -- | ---------- | ------------------------------------------------------- | ----------- | -------- | --------------- | -------------------- | -------------------- | ------------- | ------- |
| 1  | 30/12/1970 | Western Australian Open, Perth                          |             | 10 000 $ | Gazon (ext.)    | Margaret Smith Court | Virginia Wade        | 6-1, 6-2      | Tableau |
| 2  | 06/01/1971 | British Motor Cars Invitation, San Francisco            | VS Tour     | 15 200 $ | Dur (int.)      | Billie Jean King     | Rosie Casals         | 6-3, 6-4      | Tableau |
| 3  | 11/01/1971 | New South Wales Open, Sydney                            |             | NC       | Gazon (ext.)    | Margaret Smith Court | Olga Morozova        | 6-2, 6-2      | Tableau |
| 4  | 14/01/1971 | BJ King Invitation, Long Beach                          | VS Tour     | 14 000 $ | Dur (int.)      | Billie Jean King     | Rosie Casals         | 6-1, 6-2      | Tableau |
| 5  | 21/01/1971 | Virginia Slims of Milwaukee, Milwaukee                  | VS Tour     | 12 500 $ | NC              | Billie Jean King     | Rosie Casals         | 6-3, 6-2      | Tableau |
| 6  | 25/01/1971 | Virginia Slims of Oklahoma, Oklahoma City               | VS Tour     | 12 500 $ | Dur (int.)      | Billie Jean King     | Rosie Casals         | 1-6, 7-6, 6-4 | Tableau |
| 7  | 25/01/1971 | Victorian Open GC Championships, Melbourne              |             | 10 000 $ | Gazon (ext.)    | Evonne Goolagong     | Margaret Smith Court | 7-63, 7-62    | Tableau |
| 8  | 04/02/1971 | Virginia Slims of Nashville, Chattanooga                | VS Tour     | 12 500 $ | NC              | Billie Jean King     | Ann Haydon-Jones     | 6-4, 6-1      | Tableau |
| 9  | 09/02/1971 | Indoor Championships, Philadelphie                      | VS Tour     | 12 500 $ | Dur (int.)      | Rosie Casals         | Françoise Dürr       | 6-3, 3-6, 6-2 | Tableau |
| 10 | 15/02/1971 | Station WLOD, Fort Lauderdale                           | VS Tour     | 10 000 $ | Terre (ext.)    | Françoise Dürr       | Billie Jean King     | 6-3, 3-6, 6-3 | Tableau |
| 11 | 15/02/1971 | USSR Champs, Moscou                                     |             | NC       | NC              | Olga Morozova        | Maria Kull           | 6-1, 7-5      | Tableau |
| 12 | 26/02/1971 | Virginia Slims Nationals, Winchester                    | VS Tour     | 12 500 $ | NC              | Billie Jean King     | Rosie Casals         | 4-6, 6-2, 6-3 | Tableau |
| 13 | 03/03/1971 | Benson & Hedges Centennial NZ Open, Auckland            |             | 16 000 $ | Gazon (ext.)    | Margaret Smith Court | Evonne Goolagong     | 3-6, 7-6, 6-2 | Tableau |
| 14 | 07/03/1971 | Australian Open, Sydney                                 | G. Chelem   | NC       | Gazon (ext.)    | Margaret Smith Court | Evonne Goolagong     | 2-6, 7-6, 7-5 | Tableau |
| 15 | 18/03/1971 | Virginia Slims US Indoors, Détroit                      | VS Tour     | 15 600 $ | Moquette (int.) | Billie Jean King     | Rosie Casals         | 3-6, 6-1, 6-2 | Tableau |
| 16 | 24/03/1971 | Virginia Slims of New York, New York                    | VS Tour     | 15 000 $ | Moquette (int.) | Rosie Casals         | Billie Jean King     | 6-4, 6-4      | Tableau |
| 17 | 28/03/1971 | Caribe Hilton Invitational, San Juan                    | VS Tour     | 10 000 $ | Dur (ext.)      | Ann Haydon-Jones     | Nancy Richey-Gunter  | 6-4, 6-4      | Tableau |
| 18 | 29/03/1971 | Natal Open Championships, Durban                        |             | NC       | Dur (ext.)      | Margaret Smith Court | Patti Hogan          | 6-2, 6-1      | Tableau |
| 19 | 05/04/1971 | Virginia Slims Masters, St. Petersburg                  | VS Tour     | 10 000 $ | Terre (ext.)    | Chris Evert          | Julie Heldman        | 6-1, 6-2      | Tableau |
| 20 | 05/04/1971 | South African Open, Johannesburg                        |             | NC       | Dur (ext.)      | Margaret Smith Court | Evonne Goolagong     | 6-3, 6-1      | Tableau |
| 21 | 05/04/1971 | Monte Carlo Open, Monte-Carlo                           |             | NC       | Terre (ext.)    | Gail Sherriff        | Betty Stöve          | 6-4, 4-6, 6-4 | Tableau |
| 22 | 12/04/1971 | Caesar’s Palace World Pro, Las Vegas                    | VS Tour     | 29 200 $ | NC              | Ann Haydon-Jones     | Billie Jean King     | 7-5, 6-4      | Tableau |
| 23 | 15/04/1971 | North Carolina National Bank Invitation, Charlotte (NC) | Amateur     | NC       | Terre (ext.)    | Chris Evert          | Laura duPont         | 6-2, 6-0      | Tableau |
| 24 | 19/04/1971 | Catania Open GP, Catane                                 |             | NC       | NC              | Virginia Wade        | Gail Sherriff        | 6-0, 6-3      | Tableau |
| 25 | 22/04/1971 | Virginia Slims of San Diego, San Diego                  | VS Tour     | 12 400 $ | Dur (ext.)      | Billie Jean King     | Rosie Casals         | 3-6, 7-5, 6-1 | Tableau |
| 26 | 26/04/1971 | River Plate Championships, Buenos Aires                 |             | NC       | Terre (ext.)    | Olga Morozova        | Anna-Maria Nasuelli  | 6-3, 6-4      |         |
| 27 | 26/04/1971 | Rothmans Sutton Hard Court Championships, Sutton        |             | NC       | Terre (ext.)    | Evonne Goolagong     | Joyce Barclay        | 7-5, 2-6, 6-3 | Tableau |
| 28 | 03/05/1971 | Italian Open, Rome                                      |             | 41 300 $ | Terre (ext.)    | Virginia Wade        | Helga Masthoff       | 6-4, 6-4      | Tableau |
| 29 | 05/05/1971 | 14th Tulsa Invitation, Tulsa                            | Amateur     | NC       | Terre (ext.)    | Chris Evert          | Mary-Ann Eisel       | 6-0, 6-3      | Tableau |
| 30 | 10/05/1971 | Bio-Strath London Hard Court Open, Hurlingham           | Grand Prix  | 12 360 $ | Terre (ext.)    | Margaret Smith Court | Françoise Dürr       | 6-0, 6-3      | Tableau |
| 31 | 17/05/1971 | German Open Championships, Hambourg                     | Grand Prix  | 40 000 $ | Terre (ext.)    | Billie Jean King     | Helga Masthoff       | 6-3, 6-4      | Tableau |
| 32 | 17/05/1971 | Rothmans British HC Championships, Bournemouth          | Grand Prix  | 36 000 $ | Terre (ext.)    | Margaret Smith Court | Evonne Goolagong     | 7-5, 6-1      | Tableau |
| 33 | 24/05/1971 | Roland-Garros, Paris                                    | G. Chelem   | NC       | Terre (ext.)    | Evonne Goolagong     | Helen Gourlay        | 6-3, 7-5      | Tableau |
| 34 | 24/05/1971 | Rothmans Surrey GC Championships, Surbiton              |             | NC       | Gazon (ext.)    | Judy Tegart-Dalton   | Joyce Barclay        | 9-8, 6-2      |         |
| 35 | 07/06/1971 | John Player Tournament, Nottingham                      |             | NC       | Gazon (ext.)    | Julie Heldman        | Barbara Hawcroft     | 6-4, 7-9, 6-3 |         |
| 36 | 07/06/1971 | Chichester International, Chichester                    |             | NC       | Gazon (ext.)    | Judy Tegart-Dalton   | Janet Newberry       | 6-1, 6-4      |         |
| 37 | 07/06/1971 | Kent Championships, Beckenham                           |             | NC       | Gazon (ext.)    | Kerry Melville       | Kristy Pigeon        | 6-0, 3-6, 9-7 | Tableau |
| 38 | 14/06/1971 | Rothmans London Grass Court Champ's, Londres            | Grand Prix  | 11 500 $ | Gazon (ext.)    | Margaret Smith Court | Billie Jean King     | 6-3, 3-6, 6-3 | Tableau |
| 39 | 21/06/1971 | The Championships, Wimbledon                            | G. Chelem   | NC       | Gazon (ext.)    | Evonne Goolagong     | Margaret Smith Court | 6-4, 6-1      | Tableau |
| 40 | 05/07/1971 | Green Shield Welsh Championships, Newport               | Grand Prix  | 20 000 $ | Gazon (ext.)    | Virginia Wade        | Judy Tegart-Dalton   | 6-3, 6-4      | Tableau |
| 41 | 05/07/1971 | Swedish Open, Båstad                                    | Grand Prix  | NC       | Terre (ext.)    | Helga Masthoff       | Ingrid Löfdahl       | 4-6, 6-1, 6-3 |         |
| 42 | 05/07/1971 | Swiss Open Championships, Gstaad                        | Grand Prix  | NC       | Terre (ext.)    | Françoise Dürr       | Lesley Hunt          | 6-3, 6-3      | Tableau |
| 43 | 05/07/1971 | Irish Open, Dublin                                      |             | NC       | Gazon (ext.)    | Margaret Smith Court | Evonne Goolagong     | 6-3, 2-6, 6-3 | Tableau |
| 44 | 12/07/1971 | Rothmans North of England Champ's, Hoylake              |             | 10 000 $ | Gazon (ext.)    | Billie Jean King     | Rosie Casals         | 6-3, 6-3      | Tableau |
| 45 | 15/07/1971 | Trophée Raquette d'Or, Aix-en-Provence                  |             | NC       | Terre (ext.)    | Fiorella Bonicelli   | Odile de Roubin      | 6-2, 5-7, 8-6 | Tableau |
| 46 | 19/07/1971 | Head Cup Austrian Championships, Kitzbühel              |             | NC       | Terre (ext.)    | Billie Jean King     | Laura Rossouw        | 6-2, 4-6, 7-5 | Tableau |
| 47 | 19/07/1971 | Green Shield Midland Championships, Leicester           |             | NC       | Gazon (ext.)    | Evonne Goolagong     | Patti Hogan          | 6-2, 6-4      | Tableau |
| 48 | 26/07/1971 | Dutch Open Championships, Hilversum                     |             | NC       | Terre (ext.)    | Evonne Goolagong     | Christina Sandberg   | 8-6, 6-3      | Tableau |
| 49 | 28/07/1971 | Ford Capri Womens Tournament, Venise                    |             | 20 000 $ | Terre (ext.)    | Helga Masthoff       | Rosie Casals         | 3-6, 6-4, 6-3 | Tableau |
| 50 | 02/08/1971 | Virginia Slims International, Houston                   | VS Tour     | 40 000 $ | Moquette (int.) | Billie Jean King     | Kerry Melville       | 6-4, 4-6, 6-1 | Tableau |
| 51 | 02/08/1971 | Western Open Championships, Cincinnati                  | Grand Prix  | NC       | Dur (ext.)      | Virginia Wade        | Linda Tuero          | 6-3, 6-3      |         |
| 52 | 09/08/1971 | Rothmans Canadian Open, Toronto                         | Grand Prix  | NC       | Terre (ext.)    | Françoise Dürr       | Evonne Goolagong     | 6-4, 6-2      | Tableau |
| 53 | 09/08/1971 | US Clay Court Championships, Indianapolis               |             | 18 000 $ | Terre (ext.)    | Billie Jean King     | Linda Tuero          | 6-4, 7-5      | Tableau |
| 54 | 16/08/1971 | Virginia Slims of Chicago, Chicago                      | VS Tour     | 20 000 $ | Moquette (int.) | Françoise Dürr       | Billie Jean King     | 6-4, 6-2      | Tableau |
| 55 | 16/08/1971 | Pennsylvania Grass Court Championships, Haverford       | Grand Prix  | 15000 $  | Gazon (ext.)    | Eliza Pande          | Lesley Turner        | 0-6, 6-2, 6-3 | Tableau |
| 56 | 23/08/1971 | Eastern Grass Court Championships, South Orange         | Grand Prix  | 25000 $  | Gazon (ext.)    | Chris Evert          | Helen Gourlay        | 6-4, 6-0      | Tableau |
| 57 | 28/08/1971 | Virginia Slims of Newport, Newport (RI)                 | VS Tour     | 20 000 $ | Gazon (ext.)    | Kerry Melville       | Françoise Dürr       | 6-3, 6-7, 7-6 |         |
| 58 | 01/09/1971 | US Open, Forest Hills                                   | G. Chelem   | 80 000 $ | Gazon (ext.)    | Billie Jean King     | Rosie Casals         | 6-4, 7-6      | Tableau |
| 59 | 14/09/1971 | Virginia Slims Invitational, Louisville                 | WT Pro Tour | 20 000 $ | Terre (ext.)    | Billie Jean King     | Rosie Casals         | 6-1, 4-6, 6-3 | Tableau |
| 60 | 20/09/1971 | Pepsi Pacific Southwest Championships, Los Angeles      | Grand Prix  | 18 000 $ | Dur (ext.)      | Rosie Casals         | Billie Jean King     | 6-6, n.f.     | Tableau |
| 61 | 27/09/1971 | Virginia Slims Thunderbird Classic, Phoenix             | VS Tour     | 20 000 $ | Dur (int.)      | Billie Jean King     | Rosie Casals         | 7-5, 6-1      | Tableau |
| 62 | 27/09/1971 | Redwood Bank International Open, Berkeley               |             | NC       | Dur (ext.)      | Marcie Louie         | Barbara Downs        | 7-5, 6-3      | Tableau |
| 63 | 12/10/1971 | Dewar Cup, Édimbourg                                    | Dewar Cup   | NC       | Moquette (int.) | Evonne Goolagong     | Françoise Dürr       | 6-0, 6-4      | Tableau |
| 64 | 19/10/1971 | Dewar Cup of Billingham, Billingham                     | Dewar Cup   | NC       | Moquette (int.) | Virginia Wade        | Julie Heldman        | 4-6, 7-5, 6-3 | Tableau |
| 65 | 23/10/1971 | Embassy Open Indoor Championships, Londres              | Grand Prix  | NC       | Dur (int.)      | Billie Jean King     | Françoise Dürr       | 6-1, 5-7, 7-5 | Tableau |
| 66 | 02/11/1971 | Dewar Cup of Aberavon, Aberavon                         | Dewar Cup   | NC       | Moquette (int.) | Virginia Wade        | Evonne Goolagong     | 7-6, 6-3      | Tableau |
| 67 | 08/11/1971 | Dewar Cup of Torquay, Torquay                           | Dewar Cup   | NC       | Moquette (int.) | Evonne Goolagong     | Françoise Dürr       | 6-1, 6-0      | Tableau |
| 68 | 18/11/1971 | Dewar Cup Final, Londres                                | Dewar Cup   | NC       | Moquette (int.) | Virginia Wade        | Julie Heldman        | 6-1, 6-3      | Tableau |
| 69 | 01/12/1971 | Benson and Hedges Open, Christchurch                    |             | NC       | Gazon (ext.)    | Françoise Dürr       | Billie Jean King     | 6-0, 6-3      | Tableau |
| 70 | 06/12/1971 | Queensland State Championships, Brisbane                |             | NC       | Gazon (ext.)    | Evonne Goolagong     | Helen Gourlay        | 6-2, 7-6      | Tableau |
| 71 | 13/12/1971 | Australian Hard Court Championships, Brisbane           |             | NC       | Terre (ext.)    | Evonne Goolagong     | Mona Schallau        | 6-1, 6-1      | Tableau |

### Double
| No | Date       | Nom et lieu du tournoi                                 | Catégorie   | Dotation | Surface         | Vainqueures                           | Finalistes                            | Score         |         |
| -- | ---------- | ------------------------------------------------------ | ----------- | -------- | --------------- | ------------------------------------- | ------------------------------------- | ------------- | ------- |
| 1  | 30/12/1970 | Western Australian Open Perth                          |             | 10 000 $ | Gazon (ext.)    | Margaret Smith Court Evonne Goolagong | Winnie Shaw Virginia Wade             | 6-4, 7-5      | Tableau |
| 2  | 06/01/1971 | British Motor Cars Invitation San Francisco            | VS Tour     | 15 200 $ | Dur (int.)      | Billie Jean King Rosie Casals         | Ann Haydon-Jones Françoise Dürr       | 6-4, 6-7, 6-1 | Tableau |
| 3  | 11/01/1971 | New South Wales Open Sydney                            |             | NC       | Gazon (ext.)    | Margaret Smith Court Olga Morozova    | Helen Gourlay Kerry Harris            | 6-2, 6-0      | Tableau |
| 4  | 14/01/1971 | BJ King Invitation Long Beach                          | VS Tour     | 14 000 $ | Dur (int.)      | Billie Jean King Rosie Casals         | Ann Haydon-Jones Françoise Dürr       | 7-5, 6-3      | Tableau |
| 5  | 21/01/1971 | Virginia Slims of Milwaukee Milwaukee                  | VS Tour     | 12 500 $ | NC              | Billie Jean King Rosie Casals         | Ann Haydon-Jones Françoise Dürr       | 6-3, 1-6, 6-2 | Tableau |
| 6  | 25/01/1971 | Virginia Slims of Oklahoma Oklahoma City               | VS Tour     | 12 500 $ | Dur (int.)      | Billie Jean King Rosie Casals         | Mary-Ann Eisel Valerie Ziegenfuss     | 6-7, 6-0, 7-5 | Tableau |
| 7  | 25/01/1971 | Victorian Open GC Championships Melbourne              |             | 10 000 $ | Gazon (ext.)    | Margaret Smith Court Olga Morozova    | Helen Gourlay Kerry Harris            | Partage       | Tableau |
| 8  | 04/02/1971 | Virginia Slims of Nashville Chattanooga                | VS Tour     | 12 500 $ | NC              | Rosie Casals Billie Jean King         | Françoise Dürr Ann Haydon-Jones       | 6-4, 7-5      | Tableau |
| 9  | 09/02/1971 | Indoor Championships Philadelphie                      | VS Tour     | 12 500 $ | Dur (int.)      | Rosie Casals Billie Jean King         | NC                                    | Forfait       | Tableau |
| 10 | 15/02/1971 | USSR Champs Moscou                                     |             | NC       | NC              | Eugenia Birioukova Marina Kroschina   | Elena Granaturova Olga Morozova       | 7-6, 5-7, 7-5 | Tableau |
| 11 | 26/02/1971 | Virginia Slims Nationals Winchester                    | VS Tour     | 12 500 $ | NC              | Rosie Casals Billie Jean King         | Françoise Dürr Ann Haydon-Jones       | 6-4, 7-5      | Tableau |
| 12 | 03/03/1971 | Benson & Hedges Centennial NZ Open Auckland            |             | 16 000 $ | Gazon (ext.)    | Margaret Smith Court Evonne Goolagong | Lesley Turner Winnie Shaw             | 7-6, 6-0      | Tableau |
| 13 | 07/03/1971 | Australian Open Sydney                                 | G. Chelem   | NC       | Gazon (ext.)    | Margaret Smith Court Evonne Goolagong | Joy Emerson Lesley Hunt               | 6-0, 6-0      | Tableau |
| 14 | 18/03/1971 | Virginia Slims US Indoors Détroit                      | VS Tour     | 15 600 $ | Moquette (int.) | Mary-Ann Eisel Valerie Ziegenfuss     | Peaches Bartkowicz Judy Tegart-Dalton | 2-6, 6-2, 6-3 | Tableau |
| 15 | 28/03/1971 | Caribe Hilton Invitational San Juan                    | VS Tour     | 10 000 $ | Dur (ext.)      | Françoise Dürr Ann Haydon-Jones       | Karen Krantzcke Kerry Melville        | 7-6, 6-3      | Tableau |
| 16 | 29/03/1971 | Natal Open Championships Durban                        |             | NC       | Dur (ext.)      | Margaret Smith Court Evonne Goolagong | Kerry Harris Winnie Shaw              | 3-6, 6-3, 6-3 | Tableau |
| 17 | 05/04/1971 | Virginia Slims Masters St. Petersburg                  | VS Tour     | 10 000 $ | Terre (ext.)    | Françoise Dürr Ann Haydon-Jones       | Judy Tegart-Dalton Julie Heldman      | 7-6, 3-6, 6-3 | Tableau |
| 18 | 05/04/1971 | South African Open Johannesburg                        |             | NC       | Dur (ext.)      | Margaret Smith Court Evonne Goolagong | Brenda Kirk Laura Rossouw             | 6-3, 6-2      | Tableau |
| 19 | 05/04/1971 | Monte Carlo Open Monte-Carlo                           |             | NC       | Terre (ext.)    | Katja Ebbinghaus Betty Stöve          | Lucia Bassi Lea Pericoli              | 6-4, 6-3      | Tableau |
| 20 | 12/04/1971 | Caesar’s Palace World Pro Las Vegas                    | VS Tour     | 29 200 $ | NC              | Françoise Dürr Ann Haydon-Jones       | Rosie Casals Billie Jean King         | 0-6, 6-2, 6-4 | Tableau |
| 21 | 15/04/1971 | North Carolina National Bank Invitation Charlotte (NC) | Amateur     | NC       | Terre (ext.)    | Chris Evert Sue Stap                  | Janet Newberry Eliza Pande            | 6-3, 1-6, 6-3 | Tableau |
| 22 | 19/04/1971 | Catania Open GP Catane                                 |             | NC       | NC              | Gail Sherriff Helga Schultze          | Pam Teeguarden Virginia Wade          | 6-4, 6-4      | Tableau |
| 23 | 22/04/1971 | Virginia Slims of San Diego San Diego                  | VS Tour     | 12 400 $ | Dur (ext.)      | Rosie Casals Billie Jean King         | Judy Tegart-Dalton Françoise Dürr     | 6-7, 6-2, 6-3 | Tableau |
| 24 | 26/04/1971 | Rothmans Sutton Hard Court Championships Sutton        |             | NC       | Terre (ext.)    | Evonne Goolagong Joyce Barclay        | Shirley Bloomer Jill Cooper           | 6-4, 6-3      | Tableau |
| 25 | 26/04/1971 | River Plate Championships Buenos Aires                 |             | NC       | Terre (ext.)    | Olga Morozova Betty Stöve             | Beatriz Araujo Ines Roget             | 7-5, 6-1      |         |
| 26 | 03/05/1971 | Italian Open Rome                                      |             | 41 300 $ | Terre (ext.)    | Helga Masthoff Virginia Wade          | Lesley Turner Helen Gourlay           | 5-7, 6-2, 6-2 | Tableau |
| 27 | 05/05/1971 | 14th Tulsa Invitation Tulsa                            | Amateur     | NC       | Terre (ext.)    | Mary-Ann Eisel Karin Benson           | Chris Evert Jeanne Evert              | 2-6, 7-5, 7-5 | Tableau |
| 28 | 10/05/1971 | Bio-Strath London Hard Court Open Hurlingham           | Grand Prix  | 12 360 $ | Terre (ext.)    | Rosie Casals Billie Jean King         | Margaret Smith Court Evonne Goolagong | 6-1, 6-4      | Tableau |
| 29 | 17/05/1971 | German Open Championships Hambourg                     | Grand Prix  | 40 000 $ | Terre (ext.)    | Rosie Casals Billie Jean King         | Helga Masthoff Heide Schildknecht     | 6-2, 6-1      | Tableau |
| 30 | 17/05/1971 | Rothmans British HC Championships Bournemouth          | Grand Prix  | 36 000 $ | Terre (ext.)    | Mary-Ann Eisel Françoise Dürr         | Margaret Smith Court Evonne Goolagong | 6-3, 5-7, 6-4 | Tableau |
| 31 | 24/05/1971 | Roland-Garros Paris                                    | G. Chelem   | NC       | Terre (ext.)    | Gail Sherriff Françoise Dürr          | Helen Gourlay Kerry Harris            | 6-4, 6-1      | Tableau |
| 32 | 24/05/1971 | Rothmans Surrey GC Championships Surbiton              |             | NC       | Gazon (ext.)    | NC                                    | NC                                    | NC            |         |
| 33 | 07/06/1971 | John Player Tournament Nottingham                      |             | NC       | Gazon (ext.)    | Françoise Dürr Julie Heldman          | Ana María Arias Raquel Giscafré       | 6-0, 6-3      |         |
| 34 | 07/06/1971 | Chichester International Chichester                    |             | NC       | Gazon (ext.)    | NC                                    | NC                                    | NC            |         |
| 35 | 07/06/1971 | Kent Championships Beckenham                           |             | NC       | Gazon (ext.)    | Christine Janes Nell Truman           | Zaiga Yanzone Olga Morozova           | 6-3, 9-7      | Tableau |
| 36 | 14/06/1971 | Rothmans London Grass Court Champ's Londres            | Grand Prix  | 11 500 $ | Gazon (ext.)    | Rosie Casals Billie Jean King         | Mary-Ann Eisel Valerie Ziegenfuss     | 6-3, 6-2      | Tableau |
| 37 | 21/06/1971 | The Championships Wimbledon                            | G. Chelem   | NC       | Gazon (ext.)    | Rosie Casals Billie Jean King         | Margaret Smith Court Evonne Goolagong | 6-3, 6-2      | Tableau |
| 38 | 05/07/1971 | Swiss Open Championships Gstaad                        | Grand Prix  | NC       | Terre (ext.)    | Brenda Kirk Laura Rossouw             | Françoise Dürr Lea Pericoli           | 8-6, 6-3      | Tableau |
| 39 | 05/07/1971 | Swedish Open Båstad                                    | Grand Prix  | NC       | Terre (ext.)    | Helga Masthoff Heide Schildknecht     | Ana María Arias Linda Tuero           | 6-2, 6-1      |         |
| 40 | 05/07/1971 | Green Shield Welsh Championships Newport               | Grand Prix  | 20 000 $ | Gazon (ext.)    | Helen Gourlay Kerry Harris            | Gail Sherriff Winnie Shaw             | 6-3, 8-6      | Tableau |
| 41 | 05/07/1971 | Irish Open Dublin                                      |             | NC       | Gazon (ext.)    | Lesley Turner Betty Stöve             | Margaret Smith Court Evonne Goolagong | 7-5, 6-1      | Tableau |
| 42 | 12/07/1971 | Rothmans North of England Champ's Hoylake              |             | 10 000 $ | Gazon (ext.)    | Rosie Casals Billie Jean King         | Margaret Smith Court Evonne Goolagong | Forfait       | Tableau |
| 43 | 19/07/1971 | Head Cup Austrian Championships Kitzbühel              |             | NC       | Terre (ext.)    | Rosie Casals Billie Jean King         | Helga Masthoff Heide Schildknecht     | 6-2, 6-4      | Tableau |
| 44 | 19/07/1971 | Green Shield Midland Championships Leicester           |             | NC       | Gazon (ext.)    | Judy Tegart-Dalton Evonne Goolagong   | Barbara Hawcroft Patti Hogan          | 8-6, 6-4      | Tableau |
| 45 | 26/07/1971 | Dutch Open Championships Hilversum                     |             | NC       | Terre (ext.)    | Christina Sandberg Betty Stöve        | Katja Ebbinghaus Trudy Groenman       | 6-1, 6-2      | Tableau |
| 46 | 28/07/1971 | Ford Capri Womens Tournament Venise                    |             | 20 000 $ | Terre (ext.)    | Rosie Casals Judy Tegart-Dalton       | Gail Sherriff Françoise Dürr          | 3-6, 6-4, 6-4 | Tableau |
| 47 | 02/08/1971 | Virginia Slims International Houston                   | VS Tour     | 40 000 $ | Moquette (int.) | Rosie Casals Billie Jean King         | Judy Tegart-Dalton Françoise Dürr     | 6-3, 1-6, 6-2 | Tableau |
| 48 | 02/08/1971 | Western Open Championships Cincinnati                  | Grand Prix  | NC       | Dur (ext.)      | Helen Gourlay Kerry Harris            | Gail Sherriff Winnie Shaw             | 6-4, 6-4      |         |
| 49 | 09/08/1971 | Rothmans Canadian Open Toronto                         | Grand Prix  | NC       | Terre (ext.)    | Rosie Casals Françoise Dürr           | Lesley Turner Evonne Goolagong        | 6-3, 6-2      | Tableau |
| 50 | 09/08/1971 | US Clay Court Championships Indianapolis               |             | 18 000 $ | Terre (ext.)    | Judy Tegart-Dalton Billie Jean King   | Julie Heldman Linda Tuero             | 6-1, 6-2      | Tableau |
| 51 | 16/08/1971 | Virginia Slims of Chicago Chicago                      | VS Tour     | 20 000 $ | Moquette (int.) | Judy Tegart-Dalton Françoise Dürr     | Rosie Casals Billie Jean King         | 6-4, 7-6      | Tableau |
| 52 | 16/08/1971 | Pennsylvania Grass Court Championships Haverford       | Grand Prix  | 15000 $  | Gazon (ext.)    | Lesley Turner Helen Gourlay           | Laura duPont Marjory Gengler          | 5-7, 6-1, 6-1 | Tableau |
| 53 | 23/08/1971 | Eastern Grass Court Championships South Orange         | Grand Prix  | 25000 $  | Gazon (ext.)    | NC                                    | NC                                    | Annulé        | Tableau |
| 54 | 28/08/1971 | Virginia Slims of Newport Newport (RI)                 | VS Tour     | 20 000 $ | Gazon (ext.)    | Judy Tegart-Dalton Françoise Dürr     | Kerry Harris Kerry Melville           | 6-2, 6-1      |         |
| 55 | 01/09/1971 | US Open Forest Hills                                   | G. Chelem   | 80 000 $ | Gazon (ext.)    | Rosie Casals Judy Tegart-Dalton       | Gail Sherriff Françoise Dürr          | 6-3, 6-3      | Tableau |
| 56 | 14/09/1971 | Virginia Slims Invitational Louisville                 | WT Pro Tour | 20 000 $ | Terre (ext.)    | Judy Tegart-Dalton Françoise Dürr     | Kerry Melville Betty Stöve            | 2-6, 6-4, 6-3 | Tableau |
| 57 | 20/09/1971 | Pepsi Pacific Southwest Championships Los Angeles      | Grand Prix  | 18 000 $ | Dur (ext.)      | Rosie Casals Billie Jean King         | Judy Tegart-Dalton Françoise Dürr     | 6-3, 6-2      | Tableau |
| 58 | 27/09/1971 | Virginia Slims Thunderbird Classic Phoenix             | VS Tour     | 20 000 $ | Dur (int.)      | Rosie Casals Billie Jean King         | Judy Tegart-Dalton Françoise Dürr     | 6-3, 6-2      | Tableau |
| 59 | 27/09/1971 | Redwood Bank International Open Berkeley               |             | NC       | Dur (ext.)      | Cathie Gagel Barbara Downs            | Kate Latham Laurie Tenney             | Forfait       | Tableau |
| 60 | 12/10/1971 | Dewar Cup Édimbourg                                    | Dewar Cup   | NC       | Moquette (int.) | Evonne Goolagong Julie Heldman        | Patti Hogan Nell Truman               | 6-3, 6-0      | Tableau |
| 61 | 19/10/1971 | Dewar Cup of Billingham Billingham                     | Dewar Cup   | NC       | Moquette (int.) | Françoise Dürr Virginia Wade          | Evonne Goolagong Julie Heldman        | 6-3, 4-6, 6-2 | Tableau |
| 62 | 23/10/1971 | Embassy Open Indoor Championships Londres              | Grand Prix  | NC       | Dur (int.)      | Françoise Dürr Virginia Wade          | Evonne Goolagong Julie Heldman        | 3-6, 7-5, 6-3 | Tableau |
| 63 | 02/11/1971 | Dewar Cup of Aberavon Aberavon                         | Dewar Cup   | NC       | Moquette (int.) | Françoise Dürr Virginia Wade          | Evonne Goolagong Julie Heldman        | 7-5, 6-4      | Tableau |
| 64 | 08/11/1971 | Dewar Cup of Torquay Torquay                           | Dewar Cup   | NC       | Moquette (int.) | Evonne Goolagong Julie Heldman        | Françoise Dürr Virginia Wade          | 7-6, 6-4      | Tableau |
| 65 | 18/11/1971 | Dewar Cup Final Londres                                | Dewar Cup   | NC       | Moquette (int.) | Evonne Goolagong Julie Heldman        | Françoise Dürr Virginia Wade          | 7-5, 6-4      | Tableau |
| 66 | 01/12/1971 | Benson and Hedges Open Christchurch                    |             | NC       | Gazon (ext.)    | Rosie Casals Billie Jean King         | Judy Tegart-Dalton Françoise Dürr     | 6-3, 9-8      | Tableau |
| 67 | 06/12/1971 | Queensland State Championships Brisbane                |             | NC       | Gazon (ext.)    | Helen Gourlay Kerry Harris            | Evonne Goolagong Janet Young          | 5-7, 7-5, 6-4 | Tableau |
| 68 | 13/12/1971 | Australian Hard Court Championships Brisbane           |             | NC       | Terre (ext.)    | Evonne Goolagong Janet Young          | Barbara Hawcroft Wendy Turnbull       | 6-2, 6-1      | Tableau |

### Double mixte
| No | Date       | Nom et lieu du tournoi                       | Catégorie  | Dotation | Surface         | Vainqueures                          | Finalistes                           | Score           |         |
| -- | ---------- | -------------------------------------------- | ---------- | -------- | --------------- | ------------------------------------ | ------------------------------------ | --------------- | ------- |
| 1  | 03/03/1971 | Benson & Hedges Centennial NZ Open Auckland  |            | 16 000 $ | Gazon (ext.)    | Margaret Smith Court Colin Dibley    | Lesley Turner Bill Bowrey            | 6-2, 6-1        | Tableau |
| 2  | 05/04/1971 | South African Open Johannesburg              |            | NC       | Dur (ext.)      | Margaret Smith Court Fred Stolle     | Pat Walkden Ray Ruffels              | 6-3, 7-6        | Tableau |
| 3  | 17/05/1971 | German Open Championships Hambourg           | Grand Prix | 40 000 $ | Terre (ext.)    | Heide Schildknecht Jürgen Fassbender | NC                                   | NC              | Tableau |
| 4  | 24/05/1971 | Roland-Garros Paris                          | G. Chelem  | NC       | Terre (ext.)    | Françoise Dürr Jean-Claude Barclay   | Winnie Shaw Toomas Leius             | 6-2, 6-4        | Tableau |
| 5  | 21/06/1971 | The Championships Wimbledon                  | G. Chelem  | NC       | Gazon (ext.)    | Billie Jean King Owen Davidson       | Margaret Smith Court Marty Riessen   | 3-6, 6-2, 15-13 | Tableau |
| 6  | 05/07/1971 | Irish Open Dublin                            |            | NC       | Gazon (ext.)    | Evonne Goolagong Fred Stolle         | Margaret Smith Court Owen Davidson   | 6-3, 6-2        | Tableau |
| 7  | 19/07/1971 | Green Shield Midland Championships Leicester |            | NC       | Gazon (ext.)    | Evonne Goolagong Bob Hewitt          | Helen Gourlay Hank Irvine            | 6-2, 6-2        | Tableau |
| 8  | 26/07/1971 | Dutch Open Championships Hilversum           |            | NC       | Terre (ext.)    | Betty Stöve Jean-Claude Barclay      | Christina Sandberg Patrice Dominguez | 8-6, 6-3        | Tableau |
| 9  | 01/09/1971 | US Open Forest Hills                         | G. Chelem  | 80 000 $ | Gazon (ext.)    | Billie Jean King Owen Davidson       | Betty Stöve Robert Maud              | 6-3, 7-5        | Tableau |
| 10 | 08/11/1971 | Dewar Cup of Torquay Torquay                 | Dewar Cup  | NC       | Moquette (int.) | Betty Stöve Jaime Fillol             | Winnie Shaw Keith Wooldridge         | 6-1, 4-6, 6-2   | Tableau |

## Coupe de la Fédération
| Date       | Lieu                          | Surf.        | Vainqueur                                   | Finaliste                                  | Score |         |
| 29/12/1970 | Perth, Royal King's Park T.C. | Herbe (ext.) | Margaret Smith Evonne Goolagong Lesley Hunt | Winnie Shaw Virginia Wade Ann Haydon-Jones | 3-0   | Tableau |

## Wightman Cup
Épreuve conjointement organisée par l'United States Tennis Association et la Lawn Tennis Association
| Date | Lieu       | Vainqueur  | Perdant     | Score |
| 1971 | États-Unis | États-Unis | Royaume-Uni | 4-3   |

## Sources
- (en) WTA Tour : site officiel
- (en) [PDF] WTA Tour : palmarès complet 1971-2011